# Matheus Ferreira de Sousa
Matheus Ferreira de Sousa (Divinópolis, 19 febbraio 1993) è un calciatore brasiliano, centrocampista dell'América-RN.

## Carriera

### Club
Nella stagione 2018 ha giocato sette partite nella massima serie brasiliana con lo Sport Recife.

## Palmarès

### Club

#### Competizioni statali
- Campeonato Paulista Série A2: 1

São Caetano: 2017